# John Landis
John David Landis (Chicago, 3 de agosto de 1950) é um cineasta, produtor e roteirista estadunidense.
Conhecido por dirigir filmes como Blues Brothers, National Lampoon's Animal House, Trading Places, An American Werewolf in London e Coming to America, além de alguns videoclipes de Michael Jackson como "Thriller" e "Black Or White".
Em 1982, Landis se envolveu numa grande polêmica que abalou sua carreira. Durante as gravações do filme Twilight Zone: The Movie, o ator Vic Morrow e duas crianças morreram em um acidente envolvendo um helicóptero desgovernado. Landis e quatro outros membros da equipe foram acusados de homicídio culposo, enfrentando um longo processo que durou quatro anos. Landis admitiu sua imprudência, e após essa tragédia, foram estabelecidas medidas de segurança mais rígidas e aplicação das leis de trabalho infantil na Califórnia.

## Filmografia
- 2010 - Burke & Hare
- 2007 - Don Rickles Documentary
- 2006 - The Great Sketch Experiment
- 2004 - Slasher (TV)
- 1998 - Susan's Plan
- 1998 - Blues Brothers 2000
- 1996 - The Stupids
- 1994 - Beverly Hills Cop 3
- 1992 - Innocent Blood
- 1991 - Oscar
- 1988 - Coming to America
- 1987 - Amazon Women on the Moon
- 1986 - Three Amigos!
- 1985 - Spies Like Us
- 1985 - Into the Night
- 1983 - Twilight Zone: The Movie
- 1983 - Trading Places
- 1981 - An American Werewolf in London
- 1980 - The Blues Brothers
- 1978 - National Lampoon's Animal House
- 1977 - The Kentucky Fried Movie
- 1973 - Schlock

## Prêmios e indicações
- Recebeu três nomeações de pior diretor, por "Oscar" (1991), "Beverly Hills Cop 3" (1994) e "The Stupids" (1996).